# Desaparecidos
Il termine desaparecidos, che significa letteralmente "scomparsi" in spagnolo e portoghese, si riferisce alle persone che furono arrestate per motivi politici, o anche semplicemente accusate di avere compiuto attività "anti governative", dalle polizie dei regimi dittatoriali militari argentino, cileno, uruguaiano e di altri paesi dell'America Latina attivi negli anni settanta e ottanta, e delle quali si persero in seguito le tracce, vittime spesso di esecuzione capitale extragiudiziale.
Tipico del fenomeno dei desaparecidos fu la segretezza con cui operarono le forze governative; gli arresti e i sequestri avvenivano spesso di notte e in genere senza testimoni, così come segreto rimaneva tutto ciò che seguiva all'arresto; le autorità non fornivano ai familiari la notizia degli avvenuti arresti e gli stessi capi di imputazione erano solitamente molto vaghi. Della maggioranza dei desaparecidos non si seppe effettivamente mai nulla; solo dopo la caduta dei regimi e il ritorno alla democrazia, con la pubblicazione del rapporto nunca más (mai più), che permise la ricostruzione di una parte degli avvenimenti e della sorte di un certo numero di "scomparsi", fu possibile conoscere che molti di loro erano stati detenuti in campi di concentramento e in centri di detenzione clandestini, torturati e infine assassinati segretamente, con l'occultamento delle salme in fosse comuni, o gettati nell'Oceano Atlantico o nel Río de la Plata con i cosiddetti voli della morte.
La sparizione forzata è un fenomeno che si è verificato anche in altri paesi e in altri momenti storici, situazioni per le quali il termine spagnolo è divenuto una parola in lingua franca d'uso comune. Tale fenomeno è stato riconosciuto come crimine contro l'umanità dall'articolo 7 dello Statuto di Roma del 17 luglio 1998 per la costituzione del Tribunale penale internazionale e dalla risoluzione delle Nazioni Unite numero 47/133 del 18 dicembre 1992.

## Desaparecidosin Argentina
Si ritiene che tra il 1976 e il 1983 in Argentina, sotto il regime della Giunta militare, siano scomparsi fino a 30.000 dissidenti o sospettati tali (9.000 accertati secondo i rapporti ufficiali del CONADEP) su 40.000 vittime totali.
Le modalità di sequestro e di sparizione delle vittime della repressione fu ideata per perseguire due obiettivi: il primo era quello di evitare quanto verificatosi a seguito del Golpe cileno del 1973, che aveva portato al potere la Giunta militare comandata dal generale Augusto Pinochet, dove le immagini della prigionia dei dissidenti nello stadio di Santiago del Cile avevano fatto il giro del mondo, sollevando l'indignazione e l'interessamento delle associazioni per la difesa dei diritti umani; l'assoluta segretezza degli arresti, viceversa, garantì per lungo tempo al regime militare argentino una sorta di "invisibilità" agli occhi del mondo; dovettero passare infatti almeno 4 o 5 anni dall'inizio della dittatura prima che all'estero si iniziasse ad avere una percezione esatta di quanto stesse accadendo in Argentina. Il secondo era quello di terrorizzare la popolazione, attraverso la mancata diffusione di notizie in merito alla sorte degli arrestati, limitando in questo modo fortemente non solo ogni possibile dissenso al regime, ma anche la semplice richiesta di notizie da parte dei parenti.

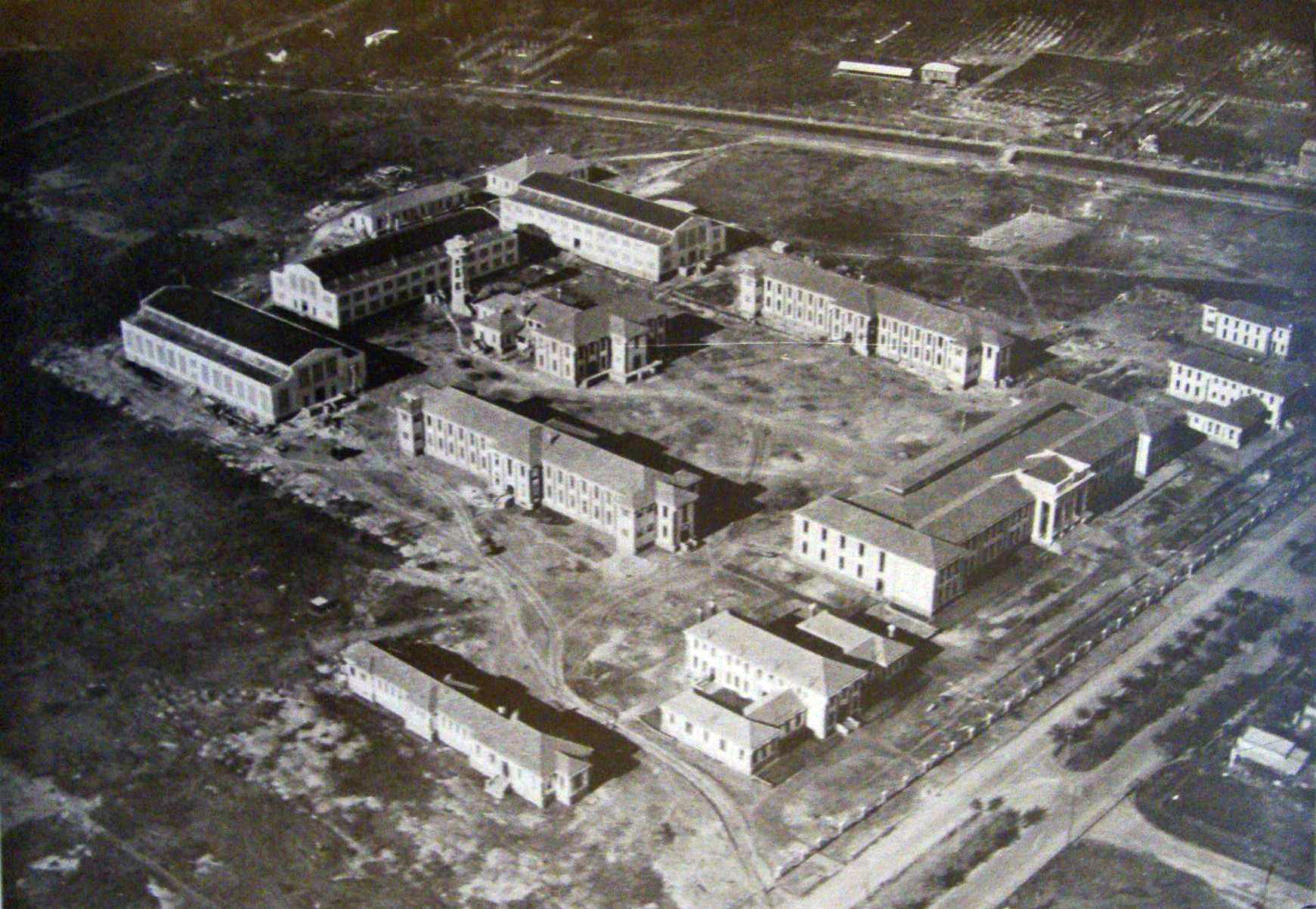
La Escuela Superior (scuola superiore) de Mecánica de la Armada (ESMA), uno dei centri di detenzione attivi durante la dittatura; oltre 5.000 persone vi furono rinchiuse e solo poche centinaia ne uscirono vive

Gli arresti avvenivano molto spesso con modalità da "rapimenti": squadre non ufficiali di militari arrivavano con una Ford Falcon verde scuro senza targa, la cui sola vista suscitava il terrore, e piombavano nelle case in piena notte, sequestrando a volte intere famiglie. L'assoluto mistero sulla sorte degli arrestati fece sì che le stesse famiglie delle vittime tacessero per paura. La conseguenza di queste modalità fu che nella stessa Argentina per lungo tempo il fenomeno rimase taciuto, oltre che totalmente ignorato nel resto del mondo. Una volta arrestate, le vittime erano rinchiuse in luoghi segreti di detenzione, senza alcun processo, quasi sempre torturate, a volte per mesi, e solo in rari casi, dopo un processo sommario e senza alcuna garanzia legale, gli arrestati vennero rimessi in libertà.
Secondo alcune fonti, spesso testimonianze di militari coinvolti nell'operazione, molti desaparecidos furono imbarcati a bordo di aerei militari, sedati e lanciati nel Río de la Plata, oppure gettati nell'Oceano Atlantico col ventre squarciato da una coltellata affinché i loro corpi fossero divorati dagli squali, i cosiddetti vuelos de la muerte, voli della morte; altri furono detenuti in centri di detenzione clandestini. Uno di questi, rimasto sinistramente celebre, ebbe sede nella scuola di addestramento della Marina Militare ESMA, a Buenos Aires. Un altro episodio tristemente famoso fu quello che iniziò nel settembre 1976 e che passò alla storia come notte delle matite spezzate, un'operazione di repressione organizzata contro i movimenti studenteschi delle scuole superiori; ne furono il pretesto le manifestazioni per la concessione, e successivamente contro l'abolizione, del boleto estundiantil, un tesserino studentesco che consentiva sconti sui libri di testo e sui trasporti. Un grande numero di studenti, per la maggior parte minorenni, fu sequestrato, sottoposto a torture e almeno 238 di loro furono uccisi.

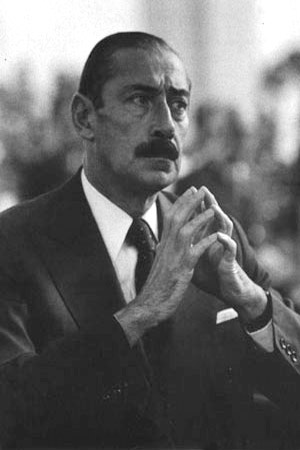
Jorge Rafael Videla, dittatore dell'Argentina dal 1976 al 1981, responsabile di circa 30 000 vittime, di cui gran parte "scomparse"

Un altro fenomeno fu quello delle donne arrestate mentre si trovavano in stato interessante oppure rimaste incinte a seguito delle violenze subite nei centri di detenzione: molte donne partorirono mentre erano detenute, molte di esse furono uccise, e i loro figli illegalmente affidati in adozione a famiglie di militari o poliziotti. Dalla restaurazione della democrazia nel 1983, le istituzioni argentine si sono in parte adoperate per ritrovare questi bambini e restituirli alle loro famiglie. Le indagini fatte in questo senso sono state fondamentali per scoprire molte delle atrocità commesse dal regime militare. Inoltre queste indagini consentirono la condanna di ex funzionari del regime che, per i reati strettamente politici, erano stati prosciolti o amnistiati sulla base del loro obbligo di obbedire agli ordini all'epoca dei fatti attraverso la cosiddetta legge della "obbedienza dovuta".
La denuncia e la scoperta degli orrori avvenuti in Argentina durante il regime militare si deve in grande parte all'azione delle Madri di Plaza de Mayo, madri dei giovani desaparecidos, che con una protesta pacifica, sfidando il regime, riuscirono a far conoscere all'opinione pubblica il dramma che stava avvenendo nel loro Paese e delle Nonne di Plaza de Mayo, che si sono date, dal 1977, il compito di localizzare e restituire alle famiglie legittime tutti i bambini sequestrati dopo aver ucciso e fatto sparire le madri. Tra le sue presidenti María Eugenia Casinelli, che ne fu anche fondatrice, e in seguito Estela Barnes de Carlotto. Tuttavia, una volta tornata la democrazia, dopo le prime sentenze di condanna contro ufficiali dell'esercito emesse sotto la presidenza Alfonsín, le successive pressioni degli ambienti militari hanno fatto sì che vi fossero numerose amnistie e, di fatto, un colpo di spugna sul periodo della dittatura. Il 13 gennaio 2007 Isabelita Perón è stata arrestata in Spagna per la morte di un giovane desaparecido. Solo negli anni 2000, a seguito della pressione del presidente Néstor Kirchner, alcune amnistie sono state revocate e i responsabili hanno subito varie pene; il tenente generale Jorge Rafael Videla, primo leader della giunta militare, ad esempio, è stato condannato a due ergastoli e 50 anni di carcere. All'età di 87 anni, il 17 maggio 2013, Videla è morto senza che fosse stata svelata la verità sulle sue vittime.

## Desaparecidosin Cile
In Cile, durante la dittatura del generale Augusto Pinochet, il fenomeno dei desaparecidos coinvolse circa 40.000 vittime, di cui 2000 morti accertati e 38.000 scomparsi. La prese di potere di Pinochet avvenne l'11 settembre 1973, quando fu rovesciato il presidente Salvador Allende, che poi si suicidò nel palazzo presidenziale. 
Dal giorno del golpe, il regime pinochetista cominciò una durissima repressione. 
In realtà, fino al 27 giugno 1974 Pinochet era stato semplicemente uno dei quattro capi (nominato poi capo permanente) della junta militar, leadership che prese il potere e che avrebbe dovuto alternarsi con quelle dei comandanti delle altre forze armate in un sistema a rotazione. 
Ma il 12 settembre 1974, esattamente un anno dopo il golpe che aveva spodestato il presidente eletto, Pinochet e la giunta militare assunsero anche il potere legislativo, insieme a 12 militari che furono nominati ministri. Pinochet assunse quindi il titolo di "Capo Supremo della Nazione", poi ufficializzato in Presidente del Cile. La violenza e il bagno di sangue del colpo di Stato continuarono però durante tutta l'amministrazione di Pinochet, che governò con il "pugno di ferro" fino al 1990. Contro i dissidenti venivano comunemente usate torture, al fine sia di ottenere informazioni, sia per reprimere qualsiasi idea politica contrastante quella del governo incutendo terrore. Molte delle persone sequestrate, a differenza di quanto avvenne in Argentina, furono poi rilasciate dopo tempi più o meno lunghi di detenzione, ma costrette all'esilio o all'isolamento sociale e politico (come accadde allo scrittore e regista Luis Sepúlveda e alla scrittrice Isabel Allende). I dissidenti assassinati per aver pubblicamente parlato contro la politica di Pinochet venivano invece definiti "scomparsi" (desaparecidos in spagnolo o portoghese). Non si sa quante persone furono realmente assassinate dalle forze del governo e dai militari durante i diciassette anni di governo di Pinochet, ma la Commissione Rettig, voluta dal nuovo governo democratico, elencò ufficialmente più di 3000 vittime (2.095 morti e 1.102 "desaparecidos") su 130.000 sequestri. L'ultimo computo aggiornato, presentato nell'agosto 2011 da una commissione incaricata dal governo, ipotizza il numero totale delle vittime come 40.018 e 600.000 incarcerati. 

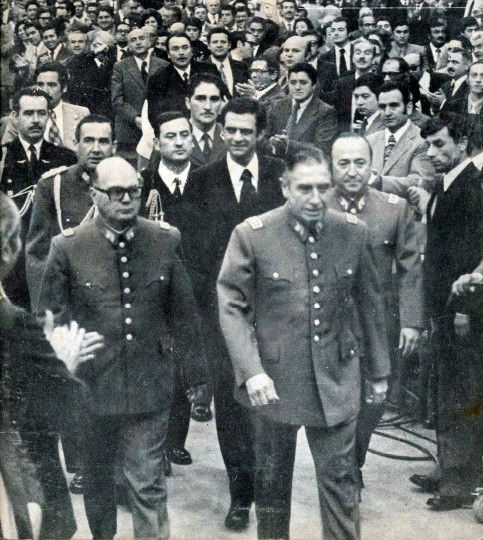
Il dittatore cileno Augusto Pinochet e i membri della sua giunta fotografati ad una sfilata militare il 1º maggio 1975

Tra le vittime anche il regista e cantante Víctor Jara, ucciso nell'Estadio Nacional de Chile insieme a molti altri durante i giorni del golpe. Migliaia di cileni lasciarono il Paese per sfuggire al regime. Tranne che per la strage dell'Estadio Nacional de Chile, in cui gli eccidi furono documentati, Pinochet tentò di insabbiare questi crimini parlando di morti in scontri di guerriglia o di esiliati, anziché di sequestri e omicidi, soprattutto nel caso degli scomparsi. Minore fu il numero di voli della morte rispetto alla dittatura argentina, infatti numerose fosse comuni di vittime scomparse sono state rinvenute.
La presidenza di Pinochet era frequentemente resa instabile da sollevazioni e da isolati attacchi violenti. I tentativi di assassinio erano comuni, il che aumentò la paranoia del governo e probabilmente alimentò il ciclo dell'oppressione.

## Desaparecidosin altre dittature
Numeri consistenti di persone accusate di attività anti-governative, fatte scomparire e poi quasi sicuramente uccise vi furono nei primi anni del franchismo in Spagna, in Paraguay, in Uruguay, in Brasile, in Guatemala, nell'Iraq di Saddam Hussein, in Cambogia, nella Libia di Muʿammar Gheddafi, in Grecia durante la dittatura dei colonnelli, nei primi anni della Jugoslavia di Tito e in molti altri paesi; recentemente il fenomeno è ricomparso in maniera massiccia nell'Egitto governato da Abdel Fattah al-Sisi, ma è presente anche nella Turchia a partire dagli anni '90 e sotto Recep Tayyip Erdoğan, e in Russia sotto il governo di Vladimir Putin, sia sul territorio russo che specialmente in Cecenia e nei territori ucraini invasi dal 2014, con quasi 30.000 civili scomparsi o deportati specie dal 2023.
L'attività delle Nazioni Unite ha talvolta ottenuto dai governi succeduti a quelli degli autori dei crimini il riconoscimento del fatto che gli scomparsi vanno considerati deceduti.

## Idesaparecidosnella cultura

### Film
Fra i numerosi film che trattano il tema dei desaparecidos, a vario titolo:
- Missing - Scomparso (1982) di Costa-Gavras
- La storia ufficiale (1985) di Luis Puenzo
- La notte delle matite spezzate (1986) di Héctor Olivera
- La casa degli spiriti (1993) di Bille August, dall'omonimo libro di Isabel Allende
- D'amore e ombra (1994) regia di Betty Kaplan tratto dall'omonimo libro della Allende.
- La morte e la fanciulla (1995) di Roman Polański
- Moebius (1996) del professore argentino Gustavo Mosquera insieme ad alcuni studenti dell'Universidad del Cine di Buenos Aires.
- Garage Olimpo (1999) di Marco Bechis
- Figli/Hijos (2001) di Marco Bechis
- Kamchatka (2002) di Marcelo Piñeyro
- Immagini (2002) di Christopher Hampton
- Cronaca di una fuga - Buenos Aires 1977 (2006) di Israel Adrián Caetano
- Complici del silenzio (2008) di Stefano Incerti
- La loma - no todo es lo que aparenta di Roberto Luis Garay
- Tony Manero (2008) di Pablo Larraín
- Dawson Isla 10 (2010) di Miguel Littín
- Post mortem (2010) di Pablo Larraín
- Tango per la libertà (fiction RAI 1 2015) ispirata al libro Niente asilo politico di Enrico Calamai
- Capitano Kóblic (2016) di Sebastián Borensztein
- Santiago, Italia (2018) di Nanni Moretti
- Madres paralelas (2021) di Pedro Almodóvar
- Argentina, 1985 (2022) di Santiago Mitre
- Io sono ancora qui (2024) di Walter Salles

### DVD
- Antonio Ferrari e Alessia Rastelli (inchiesta), Il viaggio di Vera dalla Shoah ai desaparecidos, testi di Ferruccio de Bortoli, Alessandra Coppola, Vera Vigevani Jarach, Marco Bechis (la storia della desaparecida Franca figlia di Vera), RCS Divisione Media, Milano 2015, ISSN 1120-4982

### Opere letterarie
Romanzi e racconti che trattano, ricordano o sono legati all'argomento:

#### Narrativa
- Dittatura argentina
  - Massimo Carlotto, Le irregolari - Buenos Aires horror tour, E/O, 1998, ISBN 88-7641-337-5
  - Massimo Carlotto, Il giorno in cui Gabriel scoprì di chiamarsi Miguel Angel, Edizioni EL, 2005, ISBN 978-88-477-1632-2
  - Peppino Canneddu, "30.000 Desaparecidos". Corredato con fotografie in esclusiva e con la prima intervista rilasciata da Hebe de Bonafini. Edizioni Storiche 1984
  - Julio Cortázar, racconto La seconda volta in Uno che passa di qui, Guanda, 1997, ISBN 88-8246-000-2
  - Nathan Englander, Il ministero dei casi speciali, Mondadori, 2007, ISBN 978-88-04-57253-4
  - Giovanni Greco, L'ultima madre, Feltrinelli, 2014 ISBN 978-88-07-04104-4
  - Stefano Medaglia, Tango Irregolare, Editoriale Fernando Folini, 2013, ISBN 978-88-7266-093-5
  - Elsa Osorio, I vent'anni di Luz, Mondolibri, 2000; Guanda, 2000 - racconta la storia di una figlia di desaparecidos
  - Daniela Palumbo, Sotto il cielo di Buenos Aires, Contemporanea, Arnoldo Mondadori Editore, 2013
  - Laura Pariani, Quando Dio ballava il tango, Rizzoli, 2002
  - Raoul Precht, Senza tracce, muto, come affonda una nave, Foschi Editore, 2008
  - Luis Sepúlveda, Le rose di Atacama, Guanda, 2012
  - Federico Tulli, Figli rubati. L'Italia, la Chiesa e i desaparecidos, L'asino d'oro, 2015
  - Lorenzo Marotta, Mailén, Vertigo, 2016, ISBN 978-88-6206-383-8
- Dittatura cilena
  - Isabel Allende, La casa degli spiriti, Feltrinelli, 1983, ISBN 978-88-07-01295-2
  - Isabel Allende, D'amore e ombra, Feltrinelli, 1985, ISBN 88-07-01315-0
  - Paola Zannoner, Il vento di Santiago, Mondadori, 2000
- Dittatura uruguayana
  - Mauricio Rosencof e Eleuterio Fernández Huidobro, Memorie dal calabozo - 13 anni sottoterra, Iacobellieditore, 2009

#### Saggi, reportage e testimonianze
- dittatura argentina
  - AA.VV., Memoria del buio. Opera collettiva di 112 prigioniere politiche argentine ("Nosotras, presas políticas"), con prefazione di Italo Moretti, Sperling & Kupfer, 2008
  - Peppino Canneddu: "30.000 Desaparecidos". Fatti realmente accaduti durante la dittatura militare. Il libro è corredato da fotografie inedite della prima marcia della resistenza delle Madres de Plaza de Mayo.
  - Munù Actis, Cristina Aldini, Liliana Gardella, Miriam Lewin, Elisa Tokar, Le reaparecide, traduzione di Fiamma Lolli, Stampa Alternativa, 2005 ISBN 978-88-7226-867-4
  - Miguel Bonasso, Ricordo della morte, il Saggiatore, 2012 ISBN 978-88-565-0262-6
  - Enrico Calamai, Niente asilo politico. Diplomazia, diritti umani e desaparecidos, Feltrinelli, 2006 ISBN 978-88-07-81912-4
  - Massimo Carlotto, Le irregolari. Buenos Aires Horror Tour, Edizioni e/o, 1998 ISBN 88-7641-337-5
  - Victoria Donda, Il mio nome è Victoria - cosa succede nella vita di una ragazza argentina che scopre a 27 anni di essere figlia di desaparecidos?, Corbaccio, 2010 - è la storia vera di Victoria Donda
  - Claude Mary, Una voce argentina contro l'impunità. Laura Bonaparte, una Madre de Plaza de Mayo, 24marzo Onlus, 2012
  - Daniela Padoan, Le pazze. Un incontro con le madri di Plaza de Mayo, Bompiani, 2005
  - Lino Rossi (a cura di), Lo sguardo di Juan. Sequestrato e desaparecido a Santiago del Cile dal 26 maggio 1976, Castelvecchi, 2017 EAN 9788832821321
- Roberto Turrinunti, Estanislao Kowal. Argentina 1976-1983. Il dramma di un desaparecido romagnolo, Il Ponte Vecchio, 2011
- Horacio Verbitsky, Il volo. Le rivelazioni di un militare pentito sulla fine dei desaparecidos, Feltrinelli, 1996 ISBN 978-88-07-17019-5 Fandango tascabili, 2008 ISBN 978-88-6044-091-4
- Horacio Verbitsky, L'isola del silenzio. Il ruolo della Chiesa nella dittatura argentina, Fandango Libri, 2006 ISBN 978-88-6044-004-4
- altro
  - L'Osso di Dio - Cristina Zacaria. Le mafie si prendono le vite delle persone. Le rubano giorno dopo giorno. Ma in quelle terre di Calabria una piccola donna ha osato sfidare la n'drangheta. Ha dimostrato il suo carico di errori e il suo amore di madre, che una possibilità di scelta esiste sempre. (2009 Flacconio Editore)
  - Operazione Massacro di Rodolfo Walsh (1972)

### Musica
Canzoni sulla dittatura militare argentina (1976-1982) e i desaparecidos:
(in ordine cronologico)
- Donde estan dei Quilapayún, sui desaparecidos del Chile, contenuta nell'album La marche et le drapeau, 1977
- Los Desaparecidos di Steven Van Zandt, contenuta nell'album Voice of America, 1983
- Desapariciones di Rubén Blades, contenuta nell'album Buscando América, 1984
- Desaparecido dei Litfiba, contenuta nell'album omonimo, 1985
- They Dance Alone (Cueca solo) di Sting, contenuta nell'album ...Nothing Like the Sun, 1987
- Mothers of the Disappeared degli U2, contenuta nell'album The Joshua Tree, 1987
- Santiago dei Litfiba, contenuta nell'album Litfiba 3, 1988
- Bambini di Paola Turci, contenuta nell'album Paola Turci, 1989
- Canzone per i desaparecidos e Salvador dei Nomadi, contenute rispettivamente negli album Quando ci sarai, 1996 e Solo Nomadi, 1990
- Desaparecido di Manu Chao, contenuta nell'album Clandestino, 1998
- Aria di Buenos Aires di Lalli, contenuta nell'album Tempo di vento, 1998
- Desaparecido di Daniele Silvestri, contenuta nell'album Sig. Dapatas, 1999
- Nunca mas di Patrick Bruel, contenuta nell'album Juste avant, 1999
- Plaza de Mayo degli Atarassia Grop, contenuta nell'album Aqui estamos, 2003
- Hijos degli Askra, contenuta nell'omonimo album, 2004
- 30000 Hermanos di Luca Persico, contenuta nell'album 'O Zulù in the Al Mukawama experiment 3, 2005
- Plaza de Mayo della Casa del vento contenuta nell'album Al di là degli alberi, 2005
- Trentamila cuori di Javier Girotto & Aires Tango, 2006

Il 24 marzo 2009, 33º anniversario del golpe militare, i Radiohead in concerto a Buenos Aires hanno dedicato la loro canzone How to Disappear Completely alle vittime della dittatura.

### Approfondimenti storici
- Il silenzio infranto, il dramma dei desaparecidos italiani in Argentina a cura di Carla Tallone e Vera Vigevani Jarach (2005, Silvio Zamorani editore)
- Le vene aperte dell'America Latina di Eduardo Galeano (2008,
- Argentina paese dei paradossi di Marίa Seoane (2004, Editori Laterza)